# Нововознесенка (Рубцовський район)
Нововознесе́нка (рос. Нововознесенка) — селище у складі Рубцовського району Алтайського краю, Росія. Входить до складу Дальної сільської ради.

## Населення
Населення — 76 осіб (2010; 94 у 2002).
Національний склад (станом на 2002 рік):
- росіяни — 85 %